# المغارب (بني سعد)

تعديل مصدري - تعديل

المغارب هي إحدى قرى عزلة القوازعة بمديرية بني سعد التابعة لمحافظة المحويت، بلغ تعداد سكانها 205 نسمة حسب تعداد اليمن لعام 2004.